# Chlamydoselachus
Chlamydoselachus, rod morskih pasa koji čini samostalnu porodicu Chlamydoselachidae, opisanu 1884 godine, koja čini dio reda Hexanchiformes. Rodu i porodici danas pripadaju svega dvije žive vrste, to su naborani morski pas i južnoafrički naborani morski pas, dok su ostale vrste fosilne.

## Vrste
- Chlamydoselachus africana Ebert & Compagno, 2009
- Chlamydoselachus anguineus Garman, 1884
- †Chlamydoselachus bracheri Pfeil, 1983
- †Chlamydoselachus fiedleri Pfeil, 1983
- †Chlamydoselachus garmani Welton, 1983
- †Chlamydoselachus goliath Antunes & Cappetta, 2002
- †Chlamydoselachus gracilis Antunes & Cappetta, 2002
- †Chlamydoselachus keyesi Mannering & Hiller, 2008
- †Chlamydoselachus landinii Carrillo-Briceño, Aguilera & Rodriguez, 2014
- †Chlamydoselachus lawleyi Davis, 1887
- †Chlamydoselachus tatere Consoli, 2008
- †Chlamydoselachus thomsoni Richter & Ward, 1990
- †Chlamydoselachus tobleri Leriche, 1929